# شنگتون
شنگتون (به انگلیسی: Shangton) یک روستا و محله مدنی در بریتانیا است که در هاربرو واقع شده‌است.